# Prepòsit
Prepòsit (en llatí Praepositus, literalment 'posat al davant') va ser un títol romà que es donava quan una persona era designada per un alt càrrec.
El més important dels prepòsits era el Praepositus Sacri Cubiculi (prepòsit del dormitori sagrat), originàriament un llibert però després un funcionari d'alt nivell, que era el camarlenc del palau imperial. Tenia a les seves ordres al Primicerius, junt amb els Cubicularii i els cossos de Silentiarii, dirigits per tres decurions, que feien mantenir el silenci a l'interior de palau.